# میلوش دلتیچ
میلوش دلتیچ (سیریلیک صربی: Милош Делетић، متولد ۱۴ اکتبر ۱۹۹۳) یک بازیکن حرفه ای فوتبال اهل صربستان است که به عنوان یک وینگر راست برای باشگاه فوتبال پانسرایکوش بازی می‌کند.

## آمار بازی‌ها
| باشگاه                 | فصل              | لیگ                   | لیگ  | لیگ | جام ملی | جام ملی | اروپا | اروپا | سایر | سایر | مجموع | مجموع |
| باشگاه                 | فصل              | سطح                   | بازی | گل  | بازی    | گل      | بازی  | گل    | بازی | گل   | بازی  | گل    |
| ---------------------- | ---------------- | --------------------- | ---- | --- | ------- | ------- | ----- | ----- | ---- | ---- | ----- | ----- |
| ملادنواچ               | ۲۰۱۱–۲۰۱۲        | لیگ اول صربستان       | ۱۲   | ۳   | ۰       | ۰       | –     | –     | –    | –    | ۱۲    | ۳     |
| ویوودینا               | ۲۰۱۲–۱۳          | لیگ اول صربستان       | ۷    | ۱   | ۱       | ۰       | –     | –     | –    | –    | ۸     | ۱     |
| ناپرداک کروشواچ        | ۲۰۱۳–۱۴          | لیگ اول صربستان       | ۴    | ۰   | ۰       | ۰       | –     | –     | –    | –    | ۴     | ۰     |
| ساگیتا نووداری         | 2013–14          | لیگا I                | ۱۵   | ۲   | ۰       | ۰       | –     | –     | –    | –    | ۱۵    | ۲     |
| ساگیتا نووداری         | ۱۵–۲۰۱۴          | لیگا I                | ۸    | ۲   | ۱       | ۰       | –     | –     | –    | –    | ۹     | ۲     |
| ساگیتا نووداری         | مجموع            | مجموع                 | ۲۳   | ۴   | ۱       | ۰       | –     | –     | –    | –    | ۲۴    | ۴     |
| آکادمی ارگش            | ۱۵–۲۰۱۴          | لیگا دوم              | ۱۲   | ۵   | ۰       | ۰       | –     | –     | –    | –    | ۱۲    | ۵     |
| یاگودینا               | ۲۰۱۵–۲۰۱۶        | لیگ اول صربستان       | ۱۳   | ۰   | ۱       | ۰       | –     | –     | –    | –    | ۱۴    | ۰     |
| رادنیک سوردولیکا       | ۲۰۱۵–۲۰۱۶        | لیگ اول صربستان       | ۱۴   | ۲   | ۰       | ۰       | –     | –     | –    | –    | ۱۴    | ۲     |
| لاریسا                 | ۲۰۱۶–۱۷          | سوپر لیگ یونان        | ۲۶   | ۰   | ۲       | ۰       | –     | –     | –    | –    | ۲۸    | ۰     |
| لاریسا                 | ۲۰۱۷–۱۸          | سوپر لیگ یونان        | ۲۵   | ۵   | ۵       | ۰       | –     | –     | –    | –    | ۳۰    | ۵     |
| لاریسا                 | ۲۰۱۸–۱۹          | سوپر لیگ یونان        | ۲۳   | ۵   | ۳       | ۱       | –     | –     | –    | –    | ۲۶    | ۶     |
| لاریسا                 | مجموع            | مجموع                 | ۷۴   | ۱۰  | ۱۰      | ۱       | –     | –     | –    | –    | ۸۴    | ۱۱    |
| آ.ا. ک آتن             | ۲۰۱۹–۲۰          | سوپرلیگ یونان         | ۹    | ۱   | ۰       | ۰       | ۰     | ۰     | –    | –    | ۹     | ۱     |
| آستراس تریپولیس (قرضی) | ۲۰۱۹–۲۰          | سوپرلیگ یونان         | ۹    | ۲   | ۰       | ۰       | –     | –     | –    | –    | ۹     | ۲     |
| لامیا (قرضی)           | ۲۰۲۰–۲۱          | سوپرلیگ یونان         | ۲۶   | ۶   | ۰       | ۰       | –     | –     | –    | –    | ۲۶    | ۶     |
| آنورتوسیس (قرضی)       | ۲۰۲۱–۲۲          | لیگ اول قبرس          | ۲۴   | ۴   | ۵       | ۰       | ۹     | ۱     | 1    | ۰    | ۳۸    | ۵     |
| ولوس                   | ۲۳-۲۰۲۲          | سوپر لیگ یونان        | ۳۲   | ۶   | ۳       | ۰       | ۰     | ۰     | ۰    | ۰    | ۳۵    | ۶     |
| ولوس                   | ۲۴-۲۰۲۳          | سوپر لیگ یونان        | ۱۹   | ۴   | ۲       | ۰       | ۰     | ۰     | ۰    | ۰    | ۲۱    | ۴     |
| ولوس                   | کل سوپرلیگ یونان | کل سوپرلیگ یونان      | ۵۱   | ۱۰  | ۵       | ۰       | ۰     | ۰     | ۰    | ۰    | ۵۶    | ۱۰    |
| تراکتور (نیم فصل دوم)  | ۲۰۲۳–۲۴          | لیگ برتر فوتبال ایران | ۷    | ۱   | ۰       | ۰       | –     | –     | –    | –    | ۷     | ۱     |
| مجموع بازی             | مجموع بازی       | مجموع بازی            | ۲۹۵  | ۴۹  | ۳۶      | ۱       | ۹     | ۱     | ۱    | ۰    | ۳۳۸   | ۵۱    |

## باشگاه‌های حرفه‌ای
دلتیچ علیرغم سن کمش توانسته عمدتاً در دسته دوم در باشگاه‌های زیادی بازی کند، در سال ۲۰۱۶، او فصل بسیار موفقی را با رادنیک سوردولیکا، یک باشگاه سوپرلیگا صربستان، به عنوان وینگر و هافبک هجومی سپری کرد.
اگرچه این بازیکن از باشگاه‌های بزرگ صربستان و ترکیه پیشنهاد داشت، اما در ۲۶ ژوئن ۲۰۱۶، به لطف کمک‌های فوتبالیست سابق باشگاه اسلاجان اسپاسیچ و مدیر فنی وقت توماس کیپاریسیس، قراردادی سه ساله با لاریسا امضا کرد .
دلتیچ فصل ۱۸–۲۰۱۷ را به عنوان یکی از اعضای اصلی ترکیب تیمش آغاز کرد. اولین گل او برای این باشگاه در بازی خانگی مقابل آپولون اسمیرنیس در دقایق پایانی بازی به ثمر رسید که با پیروزی ۱–۰
خانگی به پایان رسید.
تقریباً یک ماه بعد او در برد ۲–۰ خارج از خانه مقابل لامیا یک گل زد و جایزه بهترین بازیکن بازی را نیز به دست آورد. در ۲۵ فوریه ۲۰۱۸، او پس سپری کردن مصدومیت یک ماهه و در اولین و بازگشت فوتبال تنها گل بازی را در برد خانگی ۱–۰ مقابل پلاتانیاس به ثمر رساند. در ۵ مه ۲۰۱۸، در آخرین بازی فصل در تساوی ۱–۱ خانگی مقابل لامیا گلزنی کرد. او در مجموع ۳۰ بازی در این فصل انجام داد، ۵ گل به ثمر رساند و ۵ پاس گل داد که به تیم کمک کرد به راحتی از سقوط دور شود.
در اولین بازی فصل ۱۹–۲۰۱۸، دلتیچ با یک شوت از راه دور در پیروزی ۱–۰ خارج از خانه مقابل آپولون اسمیرنیس گلزنی کرد. در ۲۰ اکتبر ۲۰۱۸، او در باخت خانگی ۲–۱ مقابل لامیا، موفق به گلزنی شد. در ۱۱ نوامبر ۲۰۱۸، او در برد خانگی ۲–۰ مقابل پاس جیانینا گلزنی کرد.
در ۲۲ نوامبر ۲۰۱۸، دلتیچ ظاهراً با تمدید سه ساله قرارداد با بند آزادسازی ۵۰۰۰۰ یورو موافقت کرد. در ۹ ژانویه ۲۰۱۹، او در یک برد خانگی ۳–۲ مقابل آستراس تریپولیس در مرحله یک‌هشتم نهایی جام حذفی یونان، امتیاز را باز کرد. در ۲۷ ژانویه ۲۰۱۹، او گل تساوی را با یک تلاش انفرادی خوب در تساوی ۱–۱ خارج از خانه مقابل پاناتینایکوس به ثمر رساند تا تیم ده نفره اش امتیاز مهمی در نبرد برای جلوگیری از سقوط به دست آورد.

### باشگاه فوتبال آ. ا. ک آتن
در ۱ ژوئیه ۲۰۱۹، آ. ا. ک آتن رسماً امضای قراردادی سه ساله با دلتیچ را اعلام کرد. او اولین گل خود را برای این باشگاه در بازی خارج از خانه در دربی مقابل پائوک در ۲۹ سپتامبر به ثمر رساند. او که به عنوان بازیکن تعویضی در نیمه دوم وارد بازی شد، پاس پتروس مانتالوس را تبدیل به گل کرد تا نتیجه ۲–۲ مساوی شود.

#### انتقال قرضی به آستراس تریپولی
در ۳۱ ژانویه ۲۰۲۰، او به صورت قرضی با قرارداد شش‌ماهه به آستراس تریپولیس پیوست.

#### انتقال قرضی به لامیا
در ۲ اکتبر ۲۰۲۰، او به‌طور قرضی تا تابستان ۲۰۲۱ به لامیا پیوست، زیرا او بخشی از برنامه‌های ماسیمو کاررا نبود.

#### انتقال قرضی به آنورتوسیس فاماگوستا
در ۲۳ ژوئن ۲۰۲۱، دلتیچ به صورت قرضی تا پایان فصل ۲۰۲۱–۲۰۲۲ به آنورتوسیس فاماگوستا پیوست.

### ولوس
در ۲۸ ژوئن ۲۰۲۲ با امضای قرارداد با ولووس پیوست.

### تراکتور
میلوش اولین بازی خود برای تراکتور را در تاریخ ۲ اسفند ۱۴۰۲ در استادیوم آزادی تهران به عنوان یار تعویضی (به جای امیرحسین حسین زاده) و در برابر باشگاه فوتبال پرسپولیس انجام داد. او در هفته ۲۰ لیگ برتر فوتبال ایران در دقیقه ۵۸ روی پاس ریکاردو آلوز در برابر هوادار توانست گل سوم تیمش را در  ورزشگاه سهند تبریز به ثمر برساند.
وی در حال حاضر در ۷ بازی برای تراکتور به میدان رفته و موفق به زدن یک گل شده است.

## بازی‌های ملی
دلتیچ سابقه بازی برای تیم زیر ۱۹ سال صربستان را دارد.